# Брат 2
«Брат 2» — художній фільм Олексія Балабанова. Вийшов 2000 року. У світі відомий як «The Brother 2» (інтернаціональна англійська назва), «Brother II» (в Австралії), «On the Way Home» (укр. По дорозі додому) (в Канаді, англійська назва).
Є продовженням фільму «Брат». Обидві частини пов'язані деталями сюжету і головними дійовими особами. Містить пропаганду українофобії, тероризму, рашизму. А цитати з фільму використовуються російськими військами під час повномасштабного вторгнення в Україну. Виправдовує Геноцид Українців.
З 18 лютого 2015 року фільм заборонений до демонстрування в Україні через українофобські сцени.[⇨]

## Сюжет
Як і у фільмі «Брат», в продовженні головний герой Данило Багров (Сергій Бодров) намагається встановити справедливість всіма доступними йому способами.
Данилу та його бойових друзів запрошують взяти участь у зйомці телепередачі Івана Демидова на колишньому каналі «ТВ-6», присвяченої героям чеченської війни. У коридорах останкінського телецентру Данило зустрічає Ірину Салтикову, але не впізнає її (на відміну від зустрінутих ним раніше Дмитра Умецького, Леоніда Якубовича та Валдіса Пельша, які грають в цьому фільмі епізодичні ролі камео). Після передачі Данило відпочиває зі своїми друзями в лазні, де один з них, Костянтин Громов (Олександр Дяченко), що працює охоронцем у Миколаївському банку, повідомляє про проблему, що виникла у його брата-близнюка Дмитра (Олександр Дяченко), спортсмена-хокеїста НХЛ — нечесний американський бізнесмен Меніс (Гері Х'юстон) за допомогою кабального контракту забирає всі гроші, які той заробляє. Костянтин говорить, що буде просити керівника свого банку Бєлкіна (Сергій Маковецький) поговорити з американцем. Після зустрічі з Бєлкіним Костянтина вбивають надмірно завзяті помічники банкіра, неправильно витлумачивши його вказівку «просто розібратися».
Тим часом до Данила приїжджає його брат Віктор (Віктор Сухоруков). Данило, виконуючи останнє прохання свого бойового товариша, що врятував йому життя, вирішує допомогти його брату-близнюку. Данило купує у чорного археолога на прізвисько «Фашист» MP-40 і гранати, після чого направляється на виставу до сина Бєлкіна. Погрожуючи зброєю, він дізнається в Бєлкіна всю інформацію про американця, який, як з'ясувалося, крупний заокеанський кримінальний авторитет. Данило вирішує відновити справедливість: поїхати в США і повернути гроші братові вбитого друга.
Данило починає фліртувати з Іриною Салтиковою (Ірина Салтикова). Її охоронець Борис, який служив у Афганістані десантником, відноситься до Данила з деякою симпатією. Музику Салтикової головний герой вважає несправжньою, але тим не менш між Данилом і Салтиковою розвиваються любовні стосунки.
Бєлкін попереджає американця Меніса про небезпеку, розповідаючи йому про інцидент з Данилом. Той наймає для «вирішення проблеми» українських мафіозі. Одночасно Бєлкін намагається відшукати Данила, залучаючи для цього службу безпеки та свої кримінальні зв'язки. Біля під'їзду висотного будинку на Котельницькій набережній, де за проживає Ірина Салтикова, Данилу чекають троє бандитів, яких прислав Бєлкін. Дізнавшись від Бориса про засідку, Данило вступає в бій з бандитами першим. Потім разом з братом намагається на автомобілі втекти від погоні. В одному з дворів Віктор розстрілює машини з бандитами з кулемета «Максим».
За допомогою Іллі Сєтєвого (Кирило Пирогов), третього друга Данила по Чечні, він і його брат отримують паспорти, візи та відправляються в США різними літаками в різні міста (один — до Чикаго, інший — до Нью-Йорка). Через це їх упускають і послані Бєлкіним бандити, і українська мафія в США, якій теж доручили зловити Багрова. Данила спочатку говорить Салтиковій, що їде під Тулу, потім — що він нібито перебуває в Бірюльово (район на півдні Москви), і бандити, які прослуховували телефон Салтикової, відправляються помилковим слідом.
Не зустрівши брата в належний час, Віктор починає розгульне життя: п'є пиво на вулиці, б'ється з поліцейським, потім відбирає у нього пістолет. Данило тим часом, купивши на Брайтон-Біч у продавця-єврея за $ 500 старий «Cadillac», що зламався на півдорозі, змушений добиратися до Чикаго автостопом. У цьому йому допомагає Бен Джонсон — шофер-далекобійник. На в'їзді в Чикаго випадково знайомиться з Дашею, російською повією під псевдонімом «Мерилін», що працює на чорношкірого сутенера.
У Чикаго Данило вирушає на пошуки Дмитра Громова та випадково потрапляє під колеса автомобіля телеведучої Лайзи Джефрі, яка поспішає на роботу. Та, маючи намір відвезти Данила до медиків, але не отримавши його згоди, щоб не запізнитися на ефір своєї телепередачі, відвозить його до себе додому. Після роботи телеведуча повертається додому, де Данило вступає з нею в інтимний зв'язок. Знайшовши Дмитра, який не надто радий зустрічі, Данило дізнається у нього адресу американського бізнесмена. Однак Данило не може знайти свого брата і вирішує розшукати Дашу, для чого йому доводиться йти в «чорне гетто». Він просить її організувати зустріч з торговцем зброєю. За допомогою самопального пістолета він важко ранить торговця і заволодіває справжньою зброєю. Потім вбиває сутенера і його людей, які вирішили за допомогою зброї помститися за пограбування торговця. Після цього Данило разом з Дашею нарешті зустрічає свого брата. Під час бесіди біля багаття на березі озера Мічиган, куди герої фільму відправилися наловити і зварити раків, Данило пропонує Даші летіти додому в Росію.
Данило вбиває бандитів в клубі американця під час концерту гурту «Би-2», а його брат розстрілює українських мафіозі. Потім Данило пожежною драбиною проникає в хмарочос, де знаходиться офіс Меніса. На поверсі він вбиває охоронця і співрозмовника Меніса. Потім по-російськи ставить йому філософські запитання про силу та справедливість і сам же на них відповідає, а потім вимагає у Меніса гроші Дмитра Громова. Відібрані гроші Данило повертає братові загиблого друга — той дякує Данилові, але починає говорити про те, що наступній гроші знову будуть йти на рахунок бізнесмена, Данило каже, щоб він сказав тому переводити гроші на рахунок хокеїста, не зважаючи на контракт.
Віктор потрапляє в руки поліції. Незважаючи на те, що йому загрожує звинувачення у вбивствах і нападі на поліцейського, він виглядає бадьоро і заявляє, що радий залишитися в Америці і планує в ній жити. Данило вирішує летіти додому разом з Дашею.
Данило з Дашею приходять до Лайзи Джефрі, де телефонують шоферу-далекобійникові Бену з проханням допомогти їм. Той відвозить їх під виглядом пасажирів першого класу в аеропорт на лімузині, побоюючись, що їх вже розшукує поліція. Данилові й Даші вдається сісти на літак «Аерофлоту». Данила дзвонить Салтиковій і просить замовити столик у престижному московському ресторані «Метрополь» на чотирьох чоловік. Літак вилітає в Москву.

## У ролях
- Сергій Бодров — Данило Багров
- Віктор Сухоруков — Віктор Сергійович Багров
- Олександр Дяченко — Костянтин Громов, Дмитро Громов
- Сергій Маковецький — Валентин Бєлкін
- Кирило Пирогов — Ілля Сєтєвой
- Дар'я Лєснікова — Даша
- Гарі Г'юстон — Меніс
- Ірина Салтикова — Ірина Салтикова
- Рей Толер — Бен Джонсон
- Вадим Вільський — вахтер

## Офіційний саундтрек
| #   | Назва                       | Виконавець                    | Тривалість |
| --- | --------------------------- | ----------------------------- | ---------- |
| 1.  | «Полковнику никто не пишет» | Би-2                          | 4:57       |
| 2.  | «Земля»                     | Маша и медведи                | 5:24       |
| 3.  | «Дорога»                    | АукцЫон                       | 3:23       |
| 4.  | «Секрет»                    | Агата Крісті                  | 3:00       |
| 5.  | «Искала»                    | Земфіра                       | 3:42       |
| 6.  | «Линия жизни»               | Сплін                         | 2:59       |
| 7.  | «Погляд»                    | Ла-Манш                       | 5:57       |
| 8.  | «Катманду»                  | Крематорий                    | 3:49       |
| 9.  | «Иду»                       | Танцы Минус                   | 3:42       |
| 10. | «Ту-лу-ла»                  | Чичеріна                      | 2:27       |
| 11. | «Гибралтар»                 | В'ячеслав Бутусов             | 4:13       |
| 12. | «Кавачай»                   | Океан Ельзи                   | 4:36       |
| 13. | «Вечно молодой»             | Смысловые галлюцинации        | 3:40       |
| 14. | «Никогда»                   | Вадим Самойлов                | 4:47       |
| 15. | «Прощальное письмо»         | Дитячий хор, керівник Славкін | 3:10       |

## Критика
Фільм критикується за українофобію, шовінізм, нетолерантність. За сюжетом брати Данило та Віктор Багрови вирушають до Чикаго, аби повернути російському хокеїстові, що грає в НХЛ, зароблені ним гроші, які за допомогою кабального контракту забирають у нього місцевий жадібний бізнесмен і українська мафія — тупуваті українськомовні мордовороти.
Один з кульмінаційних моментів фільму — вбивство героєм Віктора Сухорукова Віктором Багровим українського мафіозі в туалеті одного з чиказьких ресторанів. Багров-старший добиває уже лежачого пораненого в живіт чоловіка після слів: «Ви мені, гади, ще за Севастополь відповісте!»
Українські ЗМІ критикували цей фільм одразу після його виходу на екран. Уже тоді чимало глядачів називали його вітриною російського шовінізму — показником справжнього ставлення Росії та росіян до українців та й до західного світу в цілому.
Також у фільмі містяться неполіткоректні фрази героїв фільму, які мають ознаки расизму та антисемітизму.

## Заборона показу в Україні
18 лютого 2015 року Державне агентство України з питань кіно заборонило фільм «Брат-2» для кіно-театрального і телевізійного показу, публічного комерційного відео та домашнього відео на всій території України. Причиною заборони стала наявність у фільму сцен, що є принизливими для українців за національною ознакою, а також через некоректність демонстрації цього фільму в час агресії на Сході країни.